# Fairview Township, Erie County, Pennsylvania
Fairview Township är en landskommun (township) i Erie County i delstaten Pennsylvania, USA.